# Pułapka społeczna
Pułapka społeczna – określenie sytuacji decyzyjnych i konfliktowych, w których strony, dążąc do maksymalizacji własnych korzyści, uzyskują rezultaty gorsze niż w przypadku uzgodnienia i realizowania określonej strategii.
Termin pokrewny pojęciu dylematu społecznego (przykład klasyczny to dylemat więźnia).
Do najbardziej znanych pułapek społecznych zalicza się pułapkę lub tragedię wspólnego pastwiska lub pułapkę brakującego bohatera oraz „gonię za swoimi pieniędzmi” (na przykładzie gry „aukcja o dolara”).
Za najskuteczniejsze metody zwalczania pułapek społecznych uważa się: przepływ informacji, sprzężenie zwrotne szkód (kary), regulację centralną oraz tworzenie koalicji (strategia kooperacji).
Istnieją jednak również pułapki społeczne związane z kooperacją: unikanie przez jednostki czy grupy pewnych zachowań („dezercja”) czy też wypełnianie zobowiązań, ustaleń ze słabą  skutecznością, niską jakością.